# Министерство экономического развития и цифровизации Республики Молдова
Министерство экономического развития и цифровизации Республики Молдова (рум. Ministerul Dezvoltării Economice și Digitalizării al Republicii Moldova) — одно из 14 министерств Правительства Республики Молдова.

## История названия
Министерство экономического развития и цифровизации было создано 1 июня 1990 года. Впоследствии на протяжении времени в рамках преобразований в Правительстве Республики Молдова, название органа менялось несколько раз:
- Министерство экономики и финансов (1991—1992)
- Министерство экономики (1992—1997)
- Министерство экономики и реформ (1997—2001)
- Министерство экономики (2001—2005)
- Министерство экономики и торговли (2005—2009)
- Министерство экономики (2009—2017)
- Министерство экономики и инфраструктуры (2017—2021)
- Министерство экономики (2021—2023)
- Министерство экономического развития и цифровизации (с 2023)

В период 1991—1994 годов существовали также Государственный комитет экономической реформы и Министерство внешних экономических связей.

## Руководство
- Министр — Дойна Нистор
- Генеральный секретарь — Инна Войку
- Заместитель генерального секретаря — Михаела Горбан
- Госсекретари — Кристина Чебан, Вероника Арпинтина, Виорел Гараз и Кэтэлина Плинская

## Список министров
| №  | Министр              | Дата назначения  | Дата освобождения | Примечания                                                      |
| -- | -------------------- | ---------------- | ----------------- | --------------------------------------------------------------- |
| 1  | Константин Тампиза   | 6 июня 1990      | 1 июля 1992       | вице-премьер-министр                                            |
| 2  | Сергей Чертан        | 1 июля 1992      | 5 апреля 1994     |                                                                 |
| 3  | Валерий Бобуцак      | 5 апреля 1994    | 24 января 1997    | вице-премьер-министр                                            |
| 4  | Ион Гуцу             | 25 января 1997   | 22 мая 1998       | вице-премьер-министр                                            |
| 5  | Ион Стурза           | 22 мая 1998      | 12 марта 1999     | вице-премьер-министр                                            |
| 6  | Александр Муравский  | 12 марта 1999    | 21 декабря 1999   | вице-премьер-министр                                            |
| 7  | Евгений Шлопак       | 21 декабря 1999  | 15 марта 2000     | вице-премьер-министр                                            |
| 8  | Андрей Куку          | 15 марта 2000    | 4 февраля 2002    | вице-премьер-министр                                            |
| 9  | Штефан Одаджу        | 16 мая 2002      | 2 июля 2003       | вице-премьер-министр                                            |
| 10 | Мариан Лупу          | 5 августа 2003   | 24 марта 2005     | вице-премьер-министр                                            |
| 11 | Валерий Лазэр        | 19 апреля 2005   | 18 сентября 2006  |                                                                 |
| 12 | Игорь Додон          | 18 сентября 2006 | 25 сентября 2009  | первый вице-премьер-министр                                     |
| 13 | Валерий Лазэр        | 25 сентября 2009 | 3 июля 2014       | вице-премьер-министр                                            |
| 14 | Андриан Канду        | 3 июля 2014      | 23 января 2015    | вице-премьер-министр                                            |
| 15 | Стефан Кристоф Бриде | 18 февраля 2015  | 20 января 2016    | вице-премьер-министр                                            |
| 16 | Октавиан Калмык      | 20 января 2016   | 21 декабря 2017   | вице-премьер-министр                                            |
| 17 | Кирилл Габурич       | 10 января 2018   | 8 июня 2019       |                                                                 |
| 18 | Вадим Брынзан        | 8 июня           | 12 ноября 2019    | и. о. 12—14 ноября 2019                                         |
| 19 | Анатолий Усатый      | 14 ноября 2019   | 16 марта 2020     |                                                                 |
| 20 | Сергей Рэйлян        | 16 марта         | 9 ноября 2020     |                                                                 |
| 21 | Анатолий Усатый      | 9 ноября         | 23 декабря 2020   | и. о. 23—31 декабря 2020                                        |
| —  | Михаил Лупашку       | 31 декабря 2020  | 6 августа 2021    | и. о.                                                           |
| 22 | Сергей Гайбу         | 6 августа 2021   | 16 ноября 2022    |                                                                 |
| 23 | Дмитрий Алайба       | 16 ноября 2022   | 14 марта 2025     | и. о. 10—16 февраля 2023 вице-премьер-министр с 16 февраля 2023 |
| 24 | Дойна Нистор         | с 14 марта 2025  |                   | вице-премьер-министр                                            |

## Подразделения министерства экономики
- Главное управление промышленной политики и конкурентоспособности
- Главное управление по развитию окружающего бизнеса
- Главное управление по качеству инфраструктуры и рыночного наблюдения
- Главное управление коммерческой политике
- Главное управление по безопасности и энергетической эффективности
- Управление анализа, мониторинга и оценки политик
- Управление анализа и макроэкономического прогноза
- Управление международному экономическому сотрудничеству
- Юридическое управление
- Управление финансов и бухгалтерского учёта
- Управление логистики и внутреннего менеджмента
- Отдел человеческих ресурсов
- Служба внутреннего аудита
- Отдел по электронному Преобразованию